# Chein-Dessus
Chein-Dessus (em occitano:  Shenh Dessús) é uma comuna francesa na região administrativa da Occitânia, no departamento do Alto Garona. Estende-se por uma área de 12.69 km², com 180 habitantes, segundo o censo de 2018, com uma densidade de 14 hab/km².